# Rohitha Bogollagama

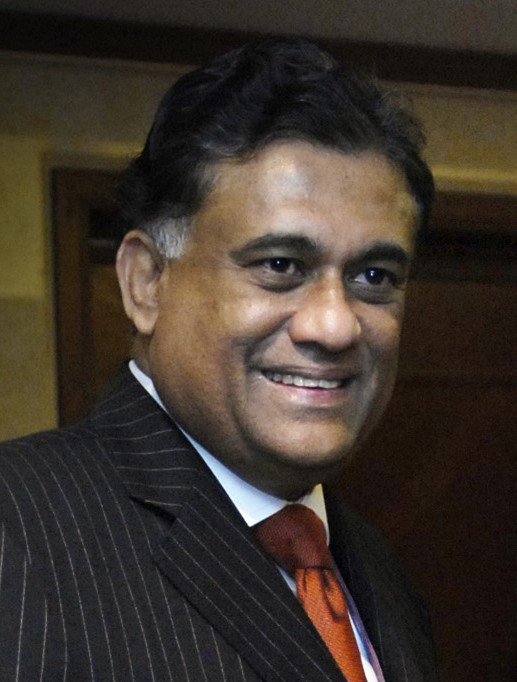
Rohitha Bogollagama (2007)

Chandrasekara Rohitha Bandara Bogollagama  (singhalesisch රෝහිත බෝගොල්ලාගම; Tamil ரோகித போகோல்லாகம; * 6. August 1954 in Nikaweratiya, Distrikt Kurunegala, Nordwestprovinz) ist ein sri-lankischer Politiker der United National Party (UNP) sowie später der Sri Lanka Freedom Party (SFLP).

## Leben
Bogollagama ist der Sohn von Chandrasekera Malala Banda Bogollagama, der zwischen 1966 und 1970 Vorsitzender des Nationalen Lotterieausschusses war. Nach dem Besuch des 1886 gegründeten Ananda College begann er ein Studium der Rechtswissenschaften am Sri Lanka Law College. Nach Abschluss des Studiums nahm er 1976 eine Tätigkeit als Rechtsanwalt sowie später von 1985 bis 1993 als Rechtsberater des Düngemittelherstellers Ceylon Fertiliser Corporation auf. Seine politische Laufbahn begann er in der United National Party (UNP), für die er bei der Wahl am 10. Oktober 2000 erstmals zum Mitglied des Parlaments gewählt wurde. Dort vertrat er bis zu seiner Niederlage bei der Wahl am 8. und 20. April 2010 den Wahlkreis Kurunegala.
Premierministerin Ranil Wickremesinghe berief Bogollagama am 12. Dezember 2001 zum Industrieminister in dessen zweite Regierung und bekleidete diesen Posten bis zum 12. Februar 2004. Nachdem er am 18. November 2004 aus der UNP ausgetreten und der Sri Lanka Freedom Party (SFLP) beigetreten war, wurde er am 18. November 2004 in die Regierung von Premierminister Mahinda Rajapaksa berufen und fungierte in dieser bis zum 23. November 2005 das Amt als Minister für angewandte Technologie und nationale Unternehmensentwicklung. In der darauf folgenden zweiten Regierung von Premierminister Ratnasiri Wickremanayake war er zunächst vom 23. November 2005 bis zum 28. Januar 2007 Minister für Unternehmensentwicklung und Investitionsförderung. Im Rahmen einer Kabinettsumbildung übernahm er am 28. Januar 2007 von Mangala Samaraweera den Posten des Außenministers, den er bis zum Ende von Wickremanayakes Amtszeit am 23. April 2010 innehatte.
Seit dem 4. Juni 2017 ist Bogollagama als Nachfolger von Austin Fernando Gouverneur der Ostprovinz.